# ファイアー&ガソリン
『ファイアー&ガソリン』（原題：Fire and Gasoline）は、イギリスのミュージシャン、スティーヴ・ジョーンズが1989年に発表した、ソロ名義では2作目のスタジオ・アルバム。

## 背景
「I DID U NO WRONG」はセックス・ピストルズ時代の楽曲のセルフ・カヴァーで、この曲にはアクセル・ローズとイアン・アストベリーがボーカルで参加している。また、アストベリーは共同プロデューサーとしても貢献した。
LPは11曲入りだが、CDにはデヴィッド・ボウイのカヴァー「サフラジェット・シティ」が追加された。このカヴァーは2013年、アメリカのテレビドラマ『カリフォルニケーション』シーズン6のエピソード「I'll Lay My Monsters Down」で使用され、サウンドトラック・アルバム『Californication, Season 6: Music from the Showtime Series』（2013年）にも収録された。また、ビクター音楽産業から発売された日本盤CD (VDP-1485)は、曲順がアメリカ盤及びヨーロッパ盤と異なる。

## 反響・評価
アメリカでは総合アルバム・チャートのBillboard 200で169位を記録した。ジェフ・ギンスバーグはオールミュージックにおいて5点満点中4点を付け「ジョーンズのレコーディングはどれも物によって根本的に違い（セックス・ピストルズはパンク、チェッカード・パストは低俗、『マーシー』は女々しい、ニューロティック・アウトサイダーズはひいき目に見ても生半可）、これは彼の誠実なヘヴィメタル・アルバム」「ジョーンズは、敢えて比較するならAC/DC的と言えるリフと、最高に馬鹿げた手法の才気ある歌詞が楽しめるアルバムを生み出した」と評している。

## 収録曲
特記なき楽曲はスティーヴ・ジョーンズ作。

### 日本盤
1. フリーダム・ファイター - "Freedom Fighter" - 5:09
2. ウィアー・ノット・セイント - "We're Not Saints" (Steve Jones, Nikki Sixx, Terry Nails) - 4:06
3. ゴッド・イン・ルイジアナ - "God in Louisiana" (S. Jones, Tonio K.) - 4:48
4. ファイアー&ガソリン - "Fire and Gasoline" - 4:28
5. トラブル・メイカー - "Trouble Maker" (S. Jones, Peter Wells, Angry Anderson, Dallas Royal, Gordon Leach, T. Nails) - 3:06
6. I DID U NO WRONG - "I Did U No Wrong" (S. Jones, Johnny Rotten, Paul Cook, Glen Matlock) - 3:20
7. ゲット・レディ - "Get Ready" (S. Jones, Ian Astbury) - 4:24
8. ギミー・ラブ - "Gimme Love" - 4:19
9. ワイルド・ホイールズ - "Wild Wheels" - 4:10
10. ホールド・オン - "Hold On" - 4:03
11. リーブ・ユア・シューズ・オン - "Leave Your Shoes On" (S. Jones, I. Astbury) - 4:14
12. サフラジェット・シティ - "Suffragette City" (David Bowie) - 3:46

### アメリカ盤・ヨーロッパ盤
1. "Freedom Fighter"
2. "We're Not Saints" (S. Jones, N. Sixx, T. Nails)
3. "God in Louisiana" (S. Jones, Tonio K.)
4. "Fire and Gasoline"
5. "Hold On"
6. "Trouble Maker" (S. Jones, P. Wells, A. Anderson, D. Royal, G. Leach, T. Nails)
7. "I Did U No Wrong" (S. Jones, J. Rotten, P. Cook, G. Matlock)
8. "Get Ready" (S. Jones, I. Astbury)
9. "Gimme Love"
10. "Wild Wheels"
11. "Leave Your Shoes On" (S. Jones, I. Astbury)
12. "Suffragette City" (D. Bowie)

## 参加ミュージシャン
- スティーヴ・ジョーンズ - ボーカル、ギター
- テリー・ネイルズ - ベース、バックグラウンド・ボーカル
- ミッキー・カリー - ドラムス
- イアン・アストベリー（英語版） - ボーカル(on "I Did U No Wrong")、タンブリン、バックグラウンド・ボーカル
- アクセル・ローズ - ボーカル(on "I Did U No Wrong")
- ビリー・ダフィー - ギター・ソロ(on "Get Ready")